# Ryan Flamingo
Ryan Flamingo (* 31. Dezember 2002 in Blaricum, Niederlande) ist ein niederländischer Fußballspieler.
Der Innenverteidiger, der auch im defensiven Mittelfeld eingesetzt werden kann, spielt bei der PSV Eindhoven. Zudem ist er niederländischer U21-Nationalspieler.

## Karriere

### Verein
Ryan Flamingo wurde in Blaricum in der Provinz Noord-Holland geboren und begann mit dem Fußballspielen im nahegelegenen Bussum beim BFC Bussum, bevor er in die Jugendabteilung von Almere City FC wechselte. Im Wintertransferfenster der Saison 2020/21 wurde er nach Italien an US Sassuolo verliehen, die ihn später auch festverpflichteten. Flamingo kam dort in der U19 zum Einsatz und im Sommer 2022 kehrte er in die Niederlande zurück, erneut auf Leihbasis. Sein neuer Verein wurde Vitesse Arnheim, in dessen Trikot er am 7. August 2022 bei der 2:5-Niederlage gegen Feyenoord Rotterdam sein Profidebüt in der Eredivisie gab. Ryan Flamingo wurde schnell Stammspieler und wurde dabei als Innenverteidiger, manchmal aber auch als rechter Außenverteidiger oder im defensiven Mittelfeld eingesetzt. Sein Leihvertrag lief aus und er musste wieder nach Italien, jedoch verlieh US Sassuolo ihn wieder in sein Herkunftsland, dieses Mal zum FC Utrecht, die auch eine Kaufoption besaßen.
Auch in Utrecht wurde Flamingo Stammspieler, wobei er nun abwechselnd als Innenverteidiger oder als defensiver Mittelfeldspieler eingesetzt wurde. Mit dem FC Utrecht qualifizierte er sich für die ligainternen Play-offs um die Teilnahme an der UEFA Conference League, wo sie zunächst Sparta Rotterdam rauswarfen – in diesem Spiel erzielte er den Treffer zum 1:1-Ausgleich –, jedoch im Finale der Play-offs dann aber gegen Go Ahead Eagles Deventer verloren. Ryan Flamingo wurde im Mai 2024 fest verpflichtet, jedoch im Juli an die PSV Eindhoven verkauft. In Eindhoven erhielt er einen Vertrag mit einer Laufzeit bis Mitte 2029.

### Nationalmannschaft
Am 12. Oktober 2023 gab Ryan Flamingo beim 3:0-Sieg im EM-Qualifikationsspiel in Batumi gegen Georgien sein Debüt für die U21-Nationalelf der Niederlande.